# 機動戦士ガンダム バトルオペレーション2
『機動戦士ガンダム バトルオペレーション2』（MOBILE SUIT GUNDAM BATTLE OPERATION 2）は、バンダイナムコが運営するオンラインゲーム。2018年7月26日よりPlayStation 4専用ソフトとして配信開始、互換対応を経て2021年1月28日からはPlayStation 5版も配信され、クロスプラットフォーム展開を行っている（PS5版はフレームレートとロード時間を中心に大きく向上しているが、PS4版とのマッチングでも対戦上の優劣はないとされる）。略称は『バトオペ2』。
基本無料（PS Plusへの加入不要、非エネルギー制で無制限に出撃可、一部有料コンテンツあり）。最大6人対6人によるTPSタイプのオンライン対戦型（PvP）アクションゲーム。PlayStation 3用ソフトとして配信されていた『機動戦士ガンダム バトルオペレーション』の続編。
本作はオンライン専用だが、本作のシステムを用い本作とのセーブデータの連動機能を導入したオフライン・シングルプレイ専用ソフト『機動戦士ガンダム バトルオペレーション Code Fairy』がある（Vol.1 2021年11月5日配信、Vol.2 2021年11月19日配信、Vol.3 2021年12月3日配信）。
ガンダムを冠したゲームでは珍しく公式に動画配信（ライブストリーミング）が許可されている。

## ゲームシステム
プレイヤーはガンダム世界（宇宙世紀）でP.M.U.（Private Military Union / 民間軍事連合）所属の傭兵として、ベースキャンプと呼ばれる拠点の設備から、①モビルスーツ(MS)や物資の受給・カスタマイズ、②任務の確認・選択による「出撃」、③任務達成・報酬の獲得、といった活動を行う（今作ではプレイヤーのアバターを作成し、キャンプ内を自由に歩いて他プレイヤーと直接交流することができるようになった）。カスタマイズメニューやゲーム設定は、ハロの形状をした携帯端末「H.A.R.O.」を用いて操作する。
MSや武器、カスタムパーツはDPというゲーム内通貨を消費して購入する他、唯一の課金要素である有償アイテムのトークン（任務報酬やデイリーログインでも授与される）を消費する「抽選配給（いわゆるガチャ）」でも購入できる。なお本作では「（課金しなくても）あらゆる機体が入手可能になる」を謳い文句にしており、すべての機体が実装からの時間経過などによりDPで任意に交換可能としているが、実際はクランマッチ報酬、期間限定任務報酬、一部商品の購入特典、『機動戦士ガンダム バトルオペレーション Code Fairy』の特典、セーブデータ連動機体は抽選配給、DP交換、リサイクルチケット交換の対象外となっており入手不可能。

### ベースキャンプの主な設備
案内所
プレイ開始時にベースキャンプの説明を受ける。
物資配給局
DP、トークン、リサイクルチケット（トークンによる抽選配給で入手済の物をもう一度引いた時に変換）を使用し、MSや武器、カスタマイズパーツ、アバターのカスタムウェアの配給を受ける（購入する）。
DPでの交換には、プレイヤーの階級が交換指定条件よりも上回っていないと交換不可能。
トークンでの抽選配給には、それぞれのMSのレア度となる★の数によって運んでくる輸送機の機体が違う。
出撃受付
様々な条件のゲームモードや出撃ステージを選択し「出撃」する。
報酬窓口
任務達成後の報酬を受け取る。
報酬の数が200を超えると、古いものから自動的に削除されてしまう。
昇格任務窓口
昇格の条件となる任務を受託する。
モニタースペース
現在行われているキャンペーン情報を確認できる。
また、『機動戦士ガンダム バトルオペレーション Code Fairy』とのセーブデータ連動ミッションの進行状況も確認できる。ゲームログイン時にも同じ画面を見ることができる。だが、『機動戦士ガンダム バトルオペレーション Code Fairy』とのセーブデータ連動ミッションの進行状況は確認できない。
クラン宿舎
クラン（いわゆるギルドやチーム）の結成や入除隊、クラン端末が利用できる。
美容室
アバターの性別や容姿の変更ができる。
変更するためには、「ビューティーチケット」というアイテムを使用しなければならない。
※ビューティーチケットは課金でのみ入手可能（一部配布あり）。
バトルシミュレーター
ソロプレイ、またはチームプレイで設定された条件の敵を撃破する。敵は周年、季節の祭りごとに変更される。
それぞれミッション内容が異なり、TRIAL、SURVIVAL、BOSSというモードがある。
TRIALは、指定されたMSに乗り、TARGETを撃破するミッションである。所持していなくてもレンタルとして出撃可能。
SURVIVALは、大量の敵MSの中、指定されたMS数以上撃破するミッションである。
BOSSは、巨大なBOSSを倒すミッションである。
それぞれ一定の期間、クリアタイムを競うランキングがあり、それに参加する場合、SURVIVAL、BOSSでも、MSのコストが指定されることがある。
ランキングは100位まで表示される。
また、敵が更新されると同時に、制覇タイムミッションもリセットされる。

## バトルシステム
ベースキャンプの出撃受付でゲームモードや対戦ルールを選び、対戦ルームへマッチング後、チーム振り分けと全員の出撃準備完了により「ミッション」が開始される。
今作では何の制限もなく何度でも出撃可能である（前作は出撃するために、時間制で回復する「出撃エネルギー」と呼ばれる権利が必要だった。また、ある程度の妨害行為をすると、レーティングマッチ、クイックマッチへの出撃が一切できなくなる）。
基本的には自拠点を守りながら中継地点（リスポーン地点）を確保しつつ、敵MSや敵拠点を破壊することにより、相手チームより多くのポイントを獲得し勝利することを目指す。
今作から暗礁宙域や廃墟コロニーなど宇宙ステージが追加され、地上とは操作や挙動の異なる宇宙空間での立体機動も必要となった（ただし機体によっては宇宙・地上いずれかでしか使用できない場合もある。宇宙では「しゃがむ」「伏せる」「ジャンプ」の動作が無い代わりに、自分の操作によって上下に移動することができる）。地上ステージにおいても密林や水中など、視覚や機体性能に影響のあるマップが増えている。一部の可変MSは変形することも可能である。
また新たに「レート」の概念が導入されており、対戦ではレートの近いプレイヤー同士がマッチングされるようになった。レートは「レーティングマッチ」で勝利・活躍することでポイントが蓄積し上昇する。レーティングマッチで敗北を繰り返すと（または最高レートに限り一定期間未勝利だと）最終的にレートは下がってしまう。
本作では迷惑行為の判定が異常に厳しく、リリース当初は意図せず味方を巻き込む攻撃を2 - 3回行っただけでも迷惑行為としてサーバーから強制切断される。今は運営の調整などにより、上記のようなことはほとんどなくなっている。

### COST
各MSには強さに応じコストが設定されており、ミッションでは使用可能なMSのコスト帯域（上限）が指定され、指定を超えたり、または下回るMSは使用できない。同じMSでもレベルによってCOSTが変動し、レベルが1上昇するごとにCOSTが50上昇する。コストは100〜750まで存在する。
撃墜時のポイントはMSのコストと等しく、また撃墜後の再出撃（リスポーン）の時間にも影響する。

### 対戦ルール
・ベーシック
3vs3から6vs6の間でチームを組み、8分間の制限時間内に相手チームより多くのポイントを稼ぐ。
・エースマッチ
基本的なルールはベーシックと同様だが、拠点の破壊と敵MSの乗っ取り、中継地点からの支援砲撃要請はできない。戦闘時間が残り3分になると、それまで最も多くのポイントを獲得しているプレーヤーが「エース」に選出される。エースが敵を撃破、または撃破アシストを行うと、通常よりも多くのポイントが加算される。逆にエースが撃破されてしまうと、敵に通常よりも多くのポイントを与えてしまう。
週末限定戦でのみ選択可能なルール
・シンプルバトル
『ガンダム バトルオペレーション ネクスト』のようにMSでの戦闘に重きを置いたモード。初めから中継地点が中立となっており、リスポーン時間が短縮されているほか全員がどの場所からも出撃できる。
このモードではMSから降りることができず、歩兵で行う行動は全てできない（拠点の爆破、支援砲撃の要請など）。
戦闘時間も他のモードより短く、「しゃがみ」を行うことでアーマー値の回復ができるという特徴もある。
・シャッフルターゲット
戦闘中両軍から交互にターゲットが選出され、その攻守が重要になるルール。
戦闘開始から一分後にターゲットが選出され、それ以降一分ごとに両軍交互にターゲットが選出される。ターゲットの撃破、被撃破ポイントはエースマッチと同様の算出方法が採られる。
・ミックスアップ
他のルールとは異なり、『機動戦士ガンダム vs.シリーズ』のようにお互いの戦力ゲージを削るモード。
機体コスト毎にミックスアップ独自の損害リスクが割り当てられており、撃破時の損害が変動する。相手の戦力ゲージを削りきるか時間切れの時点でゲージの多い方の勝利となる。
ルールの都合上コスト制限は無い。
どのコスト帯のMSでも出撃できるほか、低コストのMSであればあるほど撃破された回数に応じてアーマー値が上がるようになっている。
・ブロールマッチ
他のルールと異なり、味方が存在しない「全員が敵」というバトルロワイヤル的お祭りモード。
敵機を撃破すると手持ちのポイントが加算され、制限時間内により多くのポイントを保持していたプレイヤーの勝利となる。
こちらもシンプルバトル同様に中継地点が中立でリスポーン時間が短縮されている。
ポイントの高いプレイヤーを倒せばその分多くのポイントが手に入るが、被撃破時に引かれるポイントも大きい。
自身の順位に応じて機体スペックに補正がかかるようになっている。
・デュエルマッチ
1vs1、または2vs2で戦うモード。それぞれにハロポイントというものが3つあり（カスタムマッチで設定変更可能）、敵チームのハロポイントをすべて0にする、または制限時間終了時に多くのハロポイントを保有していた方の勝利である。また、2vs2の時のみ、自身のハロポイントが0になっても、味方のハロポイントが1以上残っていれば、アーマー値50％で出撃できる。リスポーン時間はなく、リスポーンできるようになれば即出撃するため、リスポーン合わせなどのリスポーン戦術ができなくなっている。
・シチュエーションバトル
原作作品に沿った内容で戦うモードで、搭乗機体と装備は固定となり、ランダムに選ばれるが該当機体が未所持でも対戦可能。基本的なルールはベーシックと同様。
MSや装備の性能は、個々のシチュエーションバトル専用のものが用いられる。中には通常では所持していないスキルが付与されたり、極端に性能が向上していたりする場合もある。武装のショートカットは持っているMSの場合、Lv1のショートカットが適応され、持っていないMSの場合、初期設定のショートカットとなる。

### ゲームモード（対戦ルーム）
・レーティングマッチ
あらかじめ定められた（一定時間ごとに切り替わる）ルールでの戦闘に勝利し、自身のレートを上げることを目指す。
定められたコストの機体のみ使うことができる。
またマッチングでは自身に最もレートが近いプレイヤー1人が「ライバル」として敵チームに振り分けられており、チームの勝敗だけでなくライバルとの勝敗が大きく影響する。
・クイックマッチ
レート変動のない、6vs6の対戦ルーム。
100コスト下の機体まで使うことができる。
・カスタムマッチ
ルームホストがルールを設定したルームで対戦する。
また、カスタムマッチ限定のルールも存在する。
・フリー演習
新しく購入したMSの練習などを行える練習ルーム。
・イベント
「クランマッチ」など、開催中のイベントが表示され参加できる。

### MSについて
MSには 汎用 ＞ 強襲 ＞ 支援 ＞ 汎用…… といった三すくみの兵科による優劣が存在する。ただし兵装や立ち回り次第では、逆転も可能な範囲の差となっている。
上記兵科のほかにも各MS毎に固有の挙動・パラメータ・武装・適正・オプションが設定されており、チーム戦ではマップと各MS・兵科の特徴を意識したチーム編成や立ち回りをすることで優位に立つことができる。なお、特定の軍に所属しない傭兵部隊という設定のため、MSは地球連邦軍やジオン公国軍などの混成でチームを結成できる。
・汎用型MS　
バランスが良く、耐久性能も比較的高く主力として前線でオールマイティに動ける。使用する武器種も多く様々な立ち回りができる。青いアイコン。一例）ガンダム、ドライセン、ＺＺガンダム、など
強襲型MSに対する攻撃力が上がるが、支援型MSに対する攻撃力は下がる。
・強襲型MS　
主に近接戦闘に特化し、高い機動力と格闘ダメージが特徴。反面、HPや防御力、射撃性能は低いため（一部射撃性能が高い機体もある。例　デルタプラスなど）、状況判断や立ち回りが要求される。そして、一部の強襲機（バンシィ・ノルンは強襲機以外で唯一擬似的スキルを保有している）には、「ヘビーアタック」というスキルがついており、そのスキルに対応した格闘兵装でヘビーアタックを行うと、強力な格闘攻撃になる。ただし、モーションが一つ一つ違うので、状況を見て使う必要がある。プレイヤーの間ではヘビーアタックではなく、チャージ格闘や、チャー格と呼ばれる（チャージしてから格闘が発動されるため）。赤いアイコン。一例）ギャン、ブルーディスティニー一号機、百式、など　ヘビーアタックがついている機体　一例)　sガンダム、ザクIII改、グール、など
支援用MSに対する攻撃力が上がるが、汎用型MSに対する攻撃力は下がる。
・支援型MS　
主に中遠距離撃での強力な砲撃や狙撃が特徴で、火力による前線支援に長ける。反面、機動力や近接戦闘に劣るため（一部機動力が高い機体もある。例　アドバンスド・ヘイズルなど）、全武装の射程圏内と強襲機に襲われないポジションを維持する必要がある。ただし、マドロックなど、近接攻撃もできる支援機もいる。黄色いアイコン。一例）ガンキャノン、ズサ、アドバンスド・ヘイズル、など
汎用型MSに対する攻撃力が上がるが、強襲型MSに対する攻撃力は下がる。

### 歩兵について
中継地点の占領や敵拠点の爆破などは歩兵でしか行うことができないため、時にはMSを降りたり、MSに乗らずに再出撃することを選択する。MSの攻撃を受ける、または足で蹴られるとすぐに撃破されてしまうが、レーダーに映りにくく目視もしづらい。歩兵には主に次のような役割がある。
- 中継地点の制圧：撃破された際の復活地点（リスポーンポイント）の確保を行う。歩兵の状態、もしくはMS以外の乗り物に乗った状態で中継地点に一定時間留まることで制圧が完了する。ただし、敵の歩兵がいる場合はこれを排除しなければ制圧することができない。敵軍の中継地点を制圧する場合は、制圧状態を解除し、一度中立状態に戻す措置を行うためにやや時間がかかる。制圧を行ったプレイヤーとチームには50ポイントが与えられる。また、敵軍の中継地点を中立状態に戻し、制圧した場合、中立状態に戻して50ポイント、制圧して50ポイントで、計100ポイントが、制圧したプレイヤーとチームに与えられる。
- 中継地点からの支援砲撃要請：自軍が制圧している中継地点から支援砲撃を要請する。中継地点の通信機の前で□ボタンを数秒間ホールドし続けるとステージマップが開かれ、敵MS1機を目標地点に指定した後、その地点と周辺に強力な砲撃が降り注ぐ。地上では円状の範囲に空爆、宇宙では帯状の範囲にビーム射撃と、地上と宇宙では砲撃の種類が異なる。敵からの砲撃警告は出るが着弾地点は敵には見えない。着弾時に範囲内に存在するMSは敵味方関係なく3000ダメージを受けるため、味方の要請した砲撃であっても注意を要する。ただし、味方の砲撃に当たった場合はアーマー値が1残るようになっている。
- 相手拠点の爆破：相手拠点に時限爆弾を仕掛け破壊する。拠点はMSの回復を行うこともできるポイントだが、破壊されるとその機能は失われる。爆弾を仕掛けるだけでも100ポイントを得られ、爆破に成功するとさらに大きなポイントがプレイヤーとチームに与えられる。破壊した際に得られるポイントはコスト帯により変化する。また、戦闘終了2分前には獲得ポイントがさらに1.2倍に増加する。
- 拠点に仕掛けられた爆弾の解除：相手が自軍拠点に仕掛けた時限爆弾を解除する。
- 敵MSの奪取：敵が乗り捨てたMSのロックを解除して、乗っ取ることができる。この状態で敵陣に紛れ込んで混乱させることも戦法の一つだが、乗ってから1分間が経過すると自爆するため、その前に降りなくてはならない。自爆時は敵MSを自爆させ撃破した扱いとなるため、自軍にMS撃破ポイントが与えられるが、降りるのが間に合わないと巻き込まれて爆死してしまい、パイロット撃破ポイントが相手に加算されてしまう。また、奪ったMSに搭乗中に敵の攻撃でやられてしまった場合、乗っていた機体のポイントも相手に加算される。爆発する前に持ち主が乗り直せば自爆タイマーが解除される。
- MSや拠点の修理：固定装備として最初から携帯している「リペアツール」を使って、MSや拠点が負ったダメージを回復できる。自機のみならず味方の機体（および敵機）も修理可能。複数の歩兵が共同で修理することで、より短時間で修理を完了できる。

## 登場人物
主人公
本作のプレイヤーキャラクター。男性・女性を選択可能。アバターは髪型、顔パーツを組み合わせて作成できる。携帯端末「ハロ」を持つ。
名前はPS IDがそのまま表示される。
プロフィールカード作成ツール：プレイヤー情報をまとめた画像やPDFを作成する公式ツール。
テンダ・ビギン
声 - 七瀬彩夏
ベースキャンプの案内をしてくれる他、話しかけることでチュートリアルステージをプレイすることができる（そのミッションから、トークンがゲットできるミッションもある）。ベースキャンプならびに本作のマスコット的存在。
ベースキャンプの主であるナイトハルトの義理の娘。よくMSを見物しに格納庫などに出かけては、ナイトハルトに怒られている。
ナイトハルト・ハイデッガー
声 - 竹内良太
ベースキャンプの主。スキンヘッドでアイパッチをしている。報酬窓口で報酬を渡してくれる。
義理の娘であるテンダのことをこよなく愛し、イベント時にはなかば暴走している。
カタリナ・ヴェンダース
声 - 沼倉愛美
物資配給局の受付嬢。金髪のロングヘアが特徴の美女。
そのルックスと小悪魔キャラでパイロットたちを虜にしている。
キャリー・キャドバリー
声 - 田辺留依
出撃受付の担当。黒髪のショートヘアで眼鏡をかけている女性。
ファンクラブがあるらしい。
初期のバトルオペレーターである。
レオナ・ルークラフト
声 - 藤田茜
MSの強化施設の担当。ゴーグルをかぶっており、髪は黒髪のロング。
「こんちゃーす」が口癖。珍しいMSに目がない。
オルデム・コウダ
声 - 新垣樽助
昇格任務窓口の担当。眼鏡をかけている地味な男性。
実は見た目に反して本より映画を見るらしい。
ダーリヤ・サーハロヴァ
声 - 森なな子
美容師をしている女性。
整ったスタイルと話術を自覚するリアリスト。皆に優しく接する一方で、美や金品、権力に執着している。
アドミン・グランズマン
声 - 遠藤大智
クラン宿舎の管理人。グレーの髪の男性。
体中の傷は、飼育している動物によるものだという。
パトリック・カーティス
声 - 稲葉実
バトルシミュレーターの担当。老年の男性。
いろいろな部分が謎に包まれている。

## 登場機体
本作では基本的に週一回木曜日に新しい機体が追加される（2021年1月時点で約220機以上が実装済み）。なお一部の機体は宇宙ステージまたは地上ステージ専用となっている（備考欄参照）。当初は全長が30mを越える機体、『機動戦士ガンダムF90』以降の時代の15m以下の機体の実装は不可能と明言しており、実装できる時代の範囲はU.C.0079 - 0107までとなっていたが、現在はその限界を乗り越えつつある。
Steam版のみオルタナティブ作品の機体を実装している。Steamの追加ペースはPS版から2ヶ月強遅れで進んでおり、機体調整もPS版の調整をそのまま行っている。

### プレイヤー機体

#### 汎用
| 型式番号        | 機体                                                     | 備考                                                                              |
| RX-78-2         | ガンダム                                                 |                                                                                   |
| RX-78-4         | ガンダム4号機                                            |                                                                                   |
| RX-78-4         | ガンダム4号機Bst                                         |                                                                                   |
| RX-78-7         | ガンダム7号機                                            |                                                                                   |
| FA-78[G]        | フルアーマーガンダム陸戦タイプ                           | 地上専用                                                                          |
| RX-78(G)E       | ガンダムEX                                               | 地上専用                                                                          |
| RX-78NT-1       | アレックス                                               |                                                                                   |
| RX-78MS00Z      | エンゲージゼロ                                           |                                                                                   |
| RX-78AL         | アトラスガンダム                                         | 地上専用                                                                          |
| RX-78GP01       | ガンダム試作1号機                                        | 地上専用                                                                          |
| RX-78GP01       | ガンダム試作1号機 [アクア装備]                           | 地上専用                                                                          |
| RX-78GP01Fb     | ガンダム試作1号機Fb                                      |                                                                                   |
| RX-78GP03S      | ガンダム試作3号機ステイメン                              |                                                                                   |
| RX-79[G]        | 陸戦型ガンダム                                           | 地上専用                                                                          |
| RX-79[G]Ez8     | ガンダムEz8                                              | 地上専用                                                                          |
| RX-79[G]SW      | スレイヴ・レイス                                         | 地上専用                                                                          |
| RX-79[G]F       | スライフレイル                                           | 地上専用                                                                          |
| RX-77-3-D       | ガンキャノン重装型タイプD                                | 地上専用                                                                          |
| RX-77-4BG       | ブルG                                                    |                                                                                   |
| RX-79BD-3       | ブルーディスティニー3号機                                |                                                                                   |
| RX-80PR         | ペイルライダー[陸戦重装備仕様]                           | 地上専用                                                                          |
| RX-80PR         | ペイルライダー[空間戦装備仕様]                           |                                                                                   |
| RX-80PR         | ペイルライダー （ヴィンセント・グライスナー機）          |                                                                                   |
| RX-80PR-2       | ペイルライダー・キャバルリー                             |                                                                                   |
| RGM-79F         | 装甲強化型ジム                                           | 地上専用                                                                          |
| RGM-79F         | 装甲強化型ジム（バリー・アボット機）                     | 地上専用                                                                          |
| RAG-79          | アクア・ジム                                             | 地上専用                                                                          |
| RAG-79-G1       | 水中型ガンダム                                           | 地上専用                                                                          |
| RGM-79D         | ジム寒冷地仕様                                           | 地上専用                                                                          |
| RGM-79G         | ジム・コマンド                                           | 地上専用                                                                          |
| RX-81ST         | ジーライン・スタンダードアーマー                         |                                                                                   |
| RGM-79GS        | ジム・コマンド（宇宙戦仕様）                             | 宇宙専用                                                                          |
| RGM-79          | ジム                                                     |                                                                                   |
| RGM-79          | ジム[WD隊仕様]                                           | 地上専用                                                                          |
| RGM-79SP        | ジム・スナイパーII[WD隊仕様]                             | 地上専用                                                                          |
| RGM-79S         | ジム・スパルタン（レナート・ジェルミ機）                 | 地上戦用 『機動戦士ガンダム バトルオペレーション Code Fairy』セーブデータ連動専用 |
| RGM-79T         | ジム・トレーナー                                         |                                                                                   |
| RGM-79KC        | ジム・インターセプトカスタム（フェロウ・ブースター装備） | 宇宙専用                                                                          |
| RGM-79V         | ジム・ナイトシーカー                                     |                                                                                   |
| RGM-79DO        | ジム・ドミナンス                                         |                                                                                   |
| RGM-79DO［AQ］  | ジム・ドミナンス（水中用装備）                           | 地上専用                                                                          |
| FA-79FC         | フルアーマー・ストライカー・カスタム                     |                                                                                   |
| RGM-79CA        | ジム・レイド                                             |                                                                                   |
| RGM-79          | パワード・ジム                                           |                                                                                   |
| RGM-79C         | ジム改                                                   |                                                                                   |
| RGM-79N         | ジム・カスタム                                           |                                                                                   |
| RGM-79[G]       | 陸戦型ジム                                               | 地上専用                                                                          |
| RGM-79[G]       | 陸戦型ジム [WR装備]                                      | 地上専用                                                                          |
| RX-121-1        | ヘイズル改                                               |                                                                                   |
| RX-121-3C       | ハイゼンスレイ                                           |                                                                                   |
| RX-121-2P       | ヘイズル・アウスラ                                       |                                                                                   |
| MS-04           | ブグ（ランバ・ラル機）                                   |                                                                                   |
| MS-05S          | ザクI（ゲラート・シュマイザー機）                        | 地上専用                                                                          |
| MS-06F          | ザクII                                                   |                                                                                   |
| MS-06F          | ザクII ［シュトゥッツァー］                              |                                                                                   |
| MS-06F          | ザク・マインレイヤー                                     |                                                                                   |
| MS-06F          | ドズル・ザビ専用ザクII                                   |                                                                                   |
| MS-06S          | ザクIIS型                                                |                                                                                   |
| MS-06FS         | ザクIIFS型                                               | 地上専用                                                                          |
| MS-06D          | ザク・デザートタイプ                                     | 地上専用                                                                          |
| MS-06D          | ディザート・ザク                                         | 地上専用                                                                          |
| MS-06G          | 陸戦高機動型ザク                                         | 地上専用                                                                          |
| MS-06JK         | ザクハーフキャノン（ミア・ブリンクマン機）               | 地上専用 『機動戦士ガンダム バトルオペレーション Code Fairy』セーブデータ連動専用 |
| MS-06M          | ザク・マリンタイプ                                       | 地上戦用                                                                          |
| MS-06E          | ザク強行偵察型                                           |                                                                                   |
| MS-06F2         | ザクII後期型                                             |                                                                                   |
| MS-06FZ         | ザクII改                                                 |                                                                                   |
| MS-06FZ         | ザクII改 [フリッツヘルム仕様]                            |                                                                                   |
| MS-06R-1A       | 高機動型ザク                                             |                                                                                   |
| MS-06R-2        | 高機動型ザク後期型                                       |                                                                                   |
| MS-06R          | サイコ・ザク                                             | 宇宙専用                                                                          |
|                 | パーフェクト・ガンダム［TB］                             |                                                                                   |
| MS-07B          | グフ（ヴィッシュ・ドナヒュー機）                         | 地上専用                                                                          |
| MS-07B          | グフ（フライトユニット装備）                             | 地上専用                                                                          |
| MS-07C-3        | グフ重装型                                               | 地上専用                                                                          |
| MS-07H          | グフ飛行試験型                                           | 地上専用                                                                          |
| MS-08TX         | イフリート                                               | 地上専用                                                                          |
| MS-08TX[NF]     | イフリート・イェーガー                                   | 地上専用 『機動戦士ガンダム バトルオペレーション Code Fairy』セーブデータ連動専用 |
| MS-08TX/S       | イフリート・シュナイド                                   | 地上専用                                                                          |
| YMS-09D         | ドム・トロピカルテストタイプ                             | 地上専用                                                                          |
| MS-09           | ドム                                                     | 地上専用                                                                          |
| MS-09F/Trop     | ドム・トローペン                                         | 地上専用                                                                          |
| MS-09H          | ドワッジ改                                               | 地上専用                                                                          |
| MS-09R          | リック・ドム                                             | 宇宙専用                                                                          |
| MS-09R          | リック・ドム［シュトゥッツァー］                         |                                                                                   |
| MS-09R-2        | リック・ドムII                                           |                                                                                   |
| MS-09SS         | ドワス改                                                 |                                                                                   |
| MS-10           | ペズン・ドワッジ                                         |                                                                                   |
| MS-11           | アクト・ザク                                             |                                                                                   |
| MS-13           | ガッシャ                                                 |                                                                                   |
| MS-14S          | 先行量産型ゲルググ                                       |                                                                                   |
| MS-14A          | ゲルググ                                                 |                                                                                   |
| MS-14B          | 高機動型ゲルググ                                         |                                                                                   |
| MS-14B          | 高機動型ゲルググ（ユーマ・ライトニング機）               |                                                                                   |
| MS-14BR         | 高機動型ゲルググ（ヴィンセント・グライスナー機）         |                                                                                   |
| MS-14Fs         | ゲルググM指揮官機                                        |                                                                                   |
| MS-14G          | 陸戦型ゲルググ（ヴィッシュ・ドナヒュー機）               | 地上専用                                                                          |
| YMS-15E         | ギャン・エーオース                                       |                                                                                   |
| MS-17           | ガルバルディα                                            |                                                                                   |
| MS-18E          | ケンプファー                                             |                                                                                   |
| MS-18F          | 高機動型ケンプファー                                     |                                                                                   |
| MS-19C          | ドルメル・ドゥーエ                                       |                                                                                   |
| EMS-10F         | ヅダF                                                    |                                                                                   |
| MS-21C          | ドラッツェ改                                             | 宇宙専用                                                                          |
| MSN-02          | ジオング                                                 | 宇宙専用                                                                          |
| MSM-03C         | ハイゴッグ                                               | 地上専用                                                                          |
| MSM-04          | アッガイ火力型A［TB］                                    | 地上専用                                                                          |
| MSM-07S         | シャア専用ズゴック                                       | 地上専用                                                                          |
| MSM-08          | ゾゴック                                                 | 地上専用                                                                          |
|                 | ゲム・カモフ                                             |                                                                                   |
| MSA-003         | ネモ                                                     |                                                                                   |
| RMS-099         | リック・ディアス                                         |                                                                                   |
| MSK-008         | ディジェ                                                 | 地上専用                                                                          |
| SE・DJ-1R       | ディジェSE-R                                             |                                                                                   |
| MSK-008S        | ディジェ・トラバーシア                                   |                                                                                   |
| MSN-00100S      | 百式改                                                   |                                                                                   |
| MSR-100S        | 量産型百式改                                             |                                                                                   |
| MSF-007         | ガンダムMk-III                                           |                                                                                   |
| ORX-012         | ガンダムMk-IV                                            |                                                                                   |
| MSA-005         | メタス［重装備仕様］                                     |                                                                                   |
| MSZ-000         | 零式                                                     |                                                                                   |
| MSZ-006         | Ζガンダム                                                |                                                                                   |
| MSZ-006         | Ζガンダム（ザク頭）                                      |                                                                                   |
| MSZ-006-3A      | Ζガンダム3号機A型                                        |                                                                                   |
| MSZ-007         | 量産型Ζガンダム                                          |                                                                                   |
| MSZ-008         | ΖII                                                      |                                                                                   |
| MSZ-010         | ΖΖガンダム                                               |                                                                                   |
| MSZ-013         | 量産型ΖΖガンダム                                         |                                                                                   |
| RMS-106         | ハイザック                                               |                                                                                   |
| RMS-108         | マラサイ                                                 |                                                                                   |
| RMS-179         | ジムII                                                   |                                                                                   |
| MSA-007         | ネロ                                                     |                                                                                   |
| LRX-088         | デスパーダ                                               |                                                                                   |
| RX-178          | ガンダムMk-II（ティターンズ仕様）                        |                                                                                   |
| FA-178          | フルアーマーガンダムMk-II                                |                                                                                   |
| RMS-117         | ガルバルディβ                                            |                                                                                   |
| RMS-117         | ガルバルディβ（フィーリウス・ストリーム機）              |                                                                                   |
| RMS-154         | バーザム                                                 |                                                                                   |
| RMS-154         | バーザム改                                               |                                                                                   |
| NRX-044         | アッシマー                                               | 地上専用                                                                          |
| ORX-005         | ギャプランTR-5                                           |                                                                                   |
| ORX-005+FF-X39A | フライルー・ラーII                                       |                                                                                   |
| RX-110          | ガブスレイ                                               |                                                                                   |
| RX-160          | バイアラン                                               |                                                                                   |
| PMX-003         | ジ・O                                                    |                                                                                   |
| MSA-0011[Ext]   | Ex-Sガンダム                                             |                                                                                   |
| MSZ-006A2       | ΖプラスA2型                                              | 地上専用                                                                          |
| RMS-141         | ゼク・アイン [第3種兵装]                                 |                                                                                   |
| RMS-142         | ゼク·ツヴァイ                                            |                                                                                   |
| ORX-013         | ガンダムMk-V［ミサイル・ポッド装備］                     |                                                                                   |
| AMX-004         | キュベレイ                                               |                                                                                   |
| AMX-003         | ガザC                                                    |                                                                                   |
| AMX-006         | ガザD                                                    |                                                                                   |
| AMX-008         | ガ・ゾウム                                               |                                                                                   |
| AMX-020         | ガザG                                                    |                                                                                   |
| AMX-101         | ガルスJ                                                  |                                                                                   |
| AMX-009         | ドライセン                                               |                                                                                   |
| MS-14J          | リゲルグ                                                 |                                                                                   |
| AMX-011         | ザクIII                                                  |                                                                                   |
| AMX-011P        | ザクIII［サイコミュ装備型］                              |                                                                                   |
| AMX-014         | ドーベン・ウルフ                                         |                                                                                   |
| AMX-117R        | ガズアル                                                 |                                                                                   |
| RGM-86R         | ジムIII                                                  |                                                                                   |
| RGM-86RF        | ジムIIIパワード                                          |                                                                                   |
| AMX-018 [HADES] | トーリスリッター                                         |                                                                                   |
| RMS-188MD       | ザク・ダイバー                                           | 地上専用                                                                          |
| AMX-109         | カプール                                                 | 地上専用                                                                          |
| ORX-00Z         | エンゲージゼロ・ヨンファヴィン                           |                                                                                   |
| AGX-11          | オーヴェロン                                             |                                                                                   |
| MSZ-009H3       | ファーヴニル                                             |                                                                                   |
| MS-11R          | ザク・マシーナリー                                       |                                                                                   |
| MS-14J/BR       | ゲルググ・ウェルテクス・キュアノス                       |                                                                                   |
| RX-93           | νガンダム                                                |                                                                                   |
| RX-93-ν2        | Hi-νガンダム                                             |                                                                                   |
| RX-94           | 量産型νガンダム                                          |                                                                                   |
| RGM-88X         | ジェダ                                                   |                                                                                   |
| RGM-89          | ジェガン                                                 |                                                                                   |
| RGM-89NT-1      | ロズウェル・ジェガン                                     |                                                                                   |
| RGM-90          | ジェガン重装型                                           |                                                                                   |
| RGZ-91B         | リ・ガズィ・カスタム                                     |                                                                                   |
| AMS-123X-X      | ムーンガンダム                                           |                                                                                   |
| AMX-107P        | サイコバウ                                               |                                                                                   |
| MSN-04          | サザビー                                                 |                                                                                   |
| MSN-03-2        | サイコ・ドーガ                                           |                                                                                   |
| AMS-119         | ギラ・ドーガ                                             |                                                                                   |
| AMS-119S        | ギラ・ドーガ改                                           |                                                                                   |
| RX-0            | ユニコーンガンダム                                       |                                                                                   |
| RX-0            | フルアーマー・ユニコーンガンダム                         |                                                                                   |
| RX-0            | フェネクス [NT]                                          |                                                                                   |
| RX-0［N］       | バンシィ・ノルン                                         |                                                                                   |
| RGM-89S         | スタークジェガン                                         |                                                                                   |
| RGM-89D         | ジェガンD型                                              |                                                                                   |
| RGM-89DEW       | EWACジェガン                                             |                                                                                   |
| RGM-89De        | ジェガン（エコーズ仕様）                                 |                                                                                   |
| FD-03-13        | グスタフ・カール（先行配備機/13型）                      |                                                                                   |
| MSN-06S         | シナンジュ                                               |                                                                                   |
| AMS-129         | ギラ・ズール                                             |                                                                                   |
| NZ-666          | クシャトリヤ・リペアード                                 |                                                                                   |
| RGZ-95          | リゼル                                                   |                                                                                   |
| RGM-96X         | ジェスタ                                                 |                                                                                   |
| RAS-96          | アンクシャ                                               | 地上専用                                                                          |
| ARX-014         | シルヴァ・バレト                                         |                                                                                   |
| ARX-014P        | シルヴァ・バレト［ファンネル試験型］                     |                                                                                   |
| MSN-001X        | ガンダムデルタカイ                                       |                                                                                   |
| MSN-001Y        | ガンダムデルタアンス                                     |                                                                                   |
| AMX-107R        | リバウ                                                   |                                                                                   |
| AMX-102         | ズサ [袖付き仕様]                                        |                                                                                   |
| MSN-03          | ヤクト・ドーガ［袖付き仕様］                             |                                                                                   |
| RIX-001         | ガンダムGファースト                                      |                                                                                   |
| RIX-00PT        | GFタンク                                                 | 地上のみ変形可能                                                                  |
| RX-178          | ガンダムMk-II（メガラニカ所属機）                        |                                                                                   |
| RX-9            | ナラティブガンダム                                       |                                                                                   |
| RX-9/B          | ナラティブガンダム [B装備]                               |                                                                                   |
| RX-78AN-01      | トリスタン                                               |                                                                                   |
| RX-160G         | バイアラン・イゾルデ                                     |                                                                                   |
| RX-105          | Ξガンダム                                                | 地上専用                                                                          |
| Me02R-F01       | メッサーF01型                                            |                                                                                   |
| F90             | F90                                                      |                                                                                   |
| OMS-06RF        | RFザク                                                   |                                                                                   |
| OMS-09RF        | RFドム                                                   |                                                                                   |
| F91             | F91                                                      |                                                                                   |
| XM-01           | デナン・ゾン                                             |                                                                                   |
| ZGMF-X10A       | フリーダムガンダム                                       | Steam版専用                                                                       |

#### 強襲
| 型式番号      | 機体                                                          | 備考                                                                                    |
| RX-78-1       | プロトタイプガンダム                                          |                                                                                         |
| RX-78-3       | G-3ガンダム                                                   |                                                                                         |
| RX-78-5       | ガンダム5号機                                                 |                                                                                         |
| RX-78-5       | ガンダム5号機Bst                                              |                                                                                         |
| RX-78NT-1FA   | アレックス（チョバムアーマー装備）                            |                                                                                         |
| RX-78MS00Z    | エンゲージゼロ [追加BST装備型]                                |                                                                                         |
| RX-78GPZ01    | エンゲージガンダム［ブースター装備］                          |                                                                                         |
| FA-78         | フルアーマー・ガンダム [TB]                                   | 宇宙専用                                                                                |
| RX-78XX       | ガンダムピクシー                                              | 地上専用                                                                                |
| RX-78XX       | ガンダムピクシー (リリス・エイデン機)                         | 地上専用 『機動戦士ガンダム バトルオペレーション Code Fairy』セーブデータ連動専用       |
| RX-78AL       | アトラスガンダム（ビアンカ・カーライル機）                    |                                                                                         |
| RX-79[G]      | 陸戦型ガンダム［ジム頭］                                      | 地上専用                                                                                |
| RX-79BD-1     | ブルーディスティニー1号機                                     | 地上専用                                                                                |
| RGM-79F       | 陸戦用ジム                                                    | 地上専用                                                                                |
| RX-79Ez-8/HMC | ガンダムEz8 ハイモビリティカスタム                            |                                                                                         |
| RX-80PR-3     | ペイルライダー・デュラハン                                    |                                                                                         |
| RX-80RR       | レッドライダー                                                | 地上専用                                                                                |
| RX-80BR       | ブラックライダー                                              | 地上専用                                                                                |
| RX-81LA       | ジーライン ライトアーマー                                     |                                                                                         |
| RX-81AS       | ジーライン アサルトアーマー                                   |                                                                                         |
| RGM-79GR      | ジム（ギャザーロード隊仕様）                                  |                                                                                         |
| RGM-79HC      | ジム・ガードカスタム                                          |                                                                                         |
| RGM-79GL      | ジム・コマンド・ライトアーマー                                |                                                                                         |
| RGM-79GB      | ハイブースト・ジム                                            |                                                                                         |
| RGM-79L       | ジム・ライトアーマー                                          |                                                                                         |
| RGM-79LV      | ジム・ナイトシーカーII                                        |                                                                                         |
| RGM-79S       | ジム・スパルタン (ブラックドッグ隊仕様)                       | 地上専用                                                                                |
| RGM-79FP      | ジム・ストライカー                                            | 地上専用                                                                                |
| RGM-79FP      | ジム・ストライカー改                                          | 宇宙専用                                                                                |
| RGM-79FC      | ストライカー・カスタム                                        |                                                                                         |
| RGM-79FP-S1   | メタル・スパイダー                                            |                                                                                         |
| RGM-79C[G]    | ジム改陸戦型[CB装備]【TB】                                    | 地上専用                                                                                |
| MS-05B        | ザクI                                                         |                                                                                         |
| MS-06E-3      | ザク・フリッパー                                              |                                                                                         |
| MS-06FS       | ザクIIFS型 (シン・マツナガ機)                                 |                                                                                         |
| MS-06S        | ザクIIS型 (キリー・ギャレット機)                              |                                                                                         |
| MS-06DRC      | デザート・ザク（ロンメル機）                                  | 地上専用                                                                                |
| MS-06G        | 陸戦高機動型ザク (アルマ・シュティルナー機)                   | 地上専用 『機動戦士ガンダム バトルオペレーション Code Fairy』デラックスエディション特典 |
| MS-06R        | サイコ・ザク Mk-II                                            | 地上専用                                                                                |
| MS-07B        | グフ                                                          | 地上専用                                                                                |
| MS-07B        | マ・クベ専用グフ                                              | 地上専用                                                                                |
| MS-07H-6      | グフ・ホバータイプ                                            | 地上専用                                                                                |
| MS-07H-8      | グフフライトタイプ                                            | 地上専用                                                                                |
| MS-08TX       | イフリート (ダグ・シュナイド機）                              | 地上専用                                                                                |
| MS-08TX[EXAM] | イフリート改                                                  | 地上専用                                                                                |
| MS-08TX/N     | イフリート・ナハト                                            | 地上専用                                                                                |
| MS-09G        | ドワッジ                                                      | 地上専用                                                                                |
| MS-09J        | ドム高速実験型                                                | 地上専用                                                                                |
| MS-09         | ドム・レゾナンス                                              | 地上専用                                                                                |
| MS-09R-2      | リック・ドムII（ギー・ヘルムート機）                          |                                                                                         |
| MS-11         | アクト・ザク（マレット・サンギーヌ機）                        |                                                                                         |
| MS-14         | ゲルググ［シュトゥッツァー］                                  |                                                                                         |
| MS-14S        | シャア専用ゲルググ                                            |                                                                                         |
| MS-14B        | 高機動型ゲルググ（ガルド・グレイズ機）                        |                                                                                         |
| MS-14F        | ゲルググM                                                     |                                                                                         |
| YMS-15        | ギャン                                                        |                                                                                         |
| MS-18NF       | ティターニア                                                  | 『機動戦士ガンダム バトルオペレーション Code Fairy』セーブデータ連動専用                |
| MS-19         | ドルメル                                                      |                                                                                         |
| MS-14D        | デザート・ゲルググ                                            | 地上専用                                                                                |
| MS-14GD       | ゲルググG                                                     | 地上専用                                                                                |
| MSM-03        | ゴック                                                        | 地上専用                                                                                |
| MSM-04        | アッガイ                                                      | 地上専用                                                                                |
| MSM-04        | アッガイ［TB］                                                | 地上専用                                                                                |
| MSM-04N       | アッグガイ                                                    | 地上専用                                                                                |
| EMS-05        | アッグ [ML装備]                                               | 地上専用                                                                                |
| MSM-06        | ジュリック                                                    | 地上専用                                                                                |
| MSM-07        | ズゴック                                                      | 地上専用                                                                                |
| MSM-07E       | ズゴックE                                                     | 地上専用                                                                                |
| MSM-07N       | ラムズゴック                                                  | 地上専用                                                                                |
| EMS-10        | ヅダ                                                          |                                                                                         |
| MS-21C        | ドラッツェ                                                    | 宇宙専用                                                                                |
| MSN-01        | サイコミュ高機動試験機                                        | 宇宙専用                                                                                |
| RX-79BD-2     | ブルーディスティニー2号機                                     |                                                                                         |
| YMS-23C       | グール                                                        | 地上戦用                                                                                |
| RX-78GP02A    | ガンダム試作2号機（ビーム・バズーカ装備）                     |                                                                                         |
| AGX-04        | ガーベラ・テトラ                                              |                                                                                         |
| MS-17R        | 高機動型ガルバルディα                                         |                                                                                         |
| RGM-79N       | シルバー・ヘイズ改                                            |                                                                                         |
| RGM-79Q       | ジム・クゥエル                                                |                                                                                         |
| RX-121-1      | ヘイズル改［高機動仕様］                                      |                                                                                         |
| RX-121-1      | ヘイズル改［イカロス・ユニット装備］                          |                                                                                         |
| RX-121-2      | ヘイズル2号機                                                 |                                                                                         |
| MSZ-006-X1    | プロトΖガンダム［X1型］                                       |                                                                                         |
| MSZ-006-P2/3C | Ζガンダム3号機P2型                                            |                                                                                         |
| MSN-00100     | 百式                                                          |                                                                                         |
| MSZ-006A1     | ZプラスA1型                                                   | 地上専用                                                                                |
| MSA-007T      | ネロ・トレーナー                                              |                                                                                         |
| RMS-141       | ゼク・アイン [第1種兵装]                                      |                                                                                         |
| ORX-013       | ガンダムMk-V                                                  |                                                                                         |
| ORX-005       | ギャプラン                                                    |                                                                                         |
| ORX-005       | ギャプラン（イングリッド0機）                                 |                                                                                         |
| RX-139        | ハンブラビ                                                    |                                                                                         |
| NRX-055       | バウンド・ドック                                              |                                                                                         |
| NRX-044BZ     | ムーシカ                                                      |                                                                                         |
| PMX-002       | ボリノーク・サマーン                                          |                                                                                         |
| MSA-0011      | Sガンダム                                                     |                                                                                         |
| AMX-104       | R・ジャジャ                                                   |                                                                                         |
| AMX-107       | バウ                                                          |                                                                                         |
| AMX-004-2     | キュベレイMk-II                                               |                                                                                         |
| AMX-011S      | ザクIII改                                                     |                                                                                         |
| AMX-117L      | ガズエル                                                      |                                                                                         |
| MSZ-009B      | プロトタイプZZガンダム                                        |                                                                                         |
| MSZ-010S      | 強化型ZZガンダム                                              |                                                                                         |
| AMX-114       | ディマーテル                                                  |                                                                                         |
| AMX-117LG     | ガズエル・グラウ                                              |                                                                                         |
| AMX-116S      | ザクIV（イリア・パゾム機）                                    |                                                                                         |
| EMS-13        | アッグジン                                                    |                                                                                         |
| MSK-008       | シャア専用ディジェ                                            |                                                                                         |
| MSK-008R      | リック・ディジェ改                                            |                                                                                         |
| MSA-099-2     | リック・ディアスII                                            |                                                                                         |
| RGM-79V       | ジム・ナイトシーカー（ヴァースキ機）                          |                                                                                         |
| RGM-79V       | ジム・ナイトシーカー（ヴァースキ機）[宇宙戦仕様]              |                                                                                         |
| FA-78-2       | ヘビーガンダム（イングリッド0機）                             |                                                                                         |
| MS-14J/BR     | ゲルググ・ウェルテクス                                        |                                                                                         |
| AMS-123X      | バルギル                                                      |                                                                                         |
| MSN-04X2      | サザビー初期試験型                                            | 地上専用                                                                                |
| RX-93ff       | νガンダム                                                     |                                                                                         |
| RGZ-91        | リ・ガズィ                                                    |                                                                                         |
| MSN-04II      | ナイチンゲール                                                |                                                                                         |
| MSN-03        | ヤクト・ドーガ（ギュネイ機）                                  |                                                                                         |
| AMS-120X      | ギラ・ドーガ（サイコミュ試験タイプ）                          |                                                                                         |
| RMS-116H      | ホビー・ハイザック                                            |                                                                                         |
| RX-0          | ユニコーンガンダム［覚醒］                                    |                                                                                         |
| RX-0          | バンシィ                                                      |                                                                                         |
| MSN-001A1     | デルタプラス                                                  |                                                                                         |
| RMS-179       | ジムII・セミストライカー                                      |                                                                                         |
| RGM-86R       | ジムIII［近接戦仕様］                                         |                                                                                         |
| RGM-89De      | ジェガン（エコーズ仕様）[コンロイ機]                          |                                                                                         |
| RX-160S       | バイアラン・カスタム                                          |                                                                                         |
| RGZ-95C       | リゼルC型（ディフェンサーaユニット / ゼネラル・レビル配備機） |                                                                                         |
| MSN-001X［G］ | ガンダムデルタカイ［陸戦仕様］                                | 地上専用                                                                                |
| AMS-129M      | ゼー・ズール                                                  | 地上専用                                                                                |
| AMX-101E      | シュツルム・ガルス                                            |                                                                                         |
| MSN-06S-2     | シナンジュ·スタイン（ゾルタン・アッカネン機）                 |                                                                                         |
| AMS-129       | ギラ・ズール（エリク・ユーゴ機）                              |                                                                                         |
| RX-9/C        | ナラティブガンダム [C装備]                                    |                                                                                         |
| RGM-96Xs      | ジェスタ [シェザール隊仕様A]                                  |                                                                                         |
| MSK-008       | ディジェ[ルオ商会仕様]                                        | 地上専用                                                                                |
| Me02R-F02     | メッサーF02型                                                 |                                                                                         |
| RX-104FF      | ペーネロペー                                                  | 地上専用                                                                                |
| OMS-07RF      | RFグフ                                                        | 地上専用                                                                                |
| OMSM-07RF     | RFズゴック                                                    | 地上専用                                                                                |
| GF13-017NJII  | ゴッドガンダム                                                | Steam版専用                                                                             |

#### 支援
| 型式番号       | 機体                                                          | 備考                                                                                                  |
| RX-78-6        | マドロック                                                    | |
| RX-78SP        | ガンナーガンダム                                              | |
| RX-78NT-X      | ネティクス                                                    | |
| FA-78-1        | フルアーマーガンダム                                          | |
| FA-78-1B       | フルアーマーガンダム（タイプB）                               | |
| FA-78-2        | ヘビーガンダム                                                | |
| FA-78-3        | フルアーマーガンダム7号機                                     | |
| FA-78NT-1      | フルアーマー・アレックス                                      | |
| RX-80PR-4      | ペイルライダーDII                                             | |
| RX-80WR        | ホワイトライダー                                              | 地上専用                                                                                              |
| RX-78GP02A     | ガンダム試作2号機（MLRS装備）                                 | |
| RX-78GP04G     | ガンダム試作4号機                                             | |
| RX-78GPZ01     | エンゲージガンダム［インコム装備］                            | |
| RX-79[G]       | 陸戦型ガンダム[WR装備]                                        | 地上専用                                                                                              |
| RX-79[G]Ez8    | ガンダムEz8 [WR装備]                                          | 地上専用                                                                                              |
| RX-79[G]WR     | フルアーマー・スレイヴ・レイス                                | 地上専用                                                                                              |
| RX-81FC        | ジーライン フルカスタム                                       | |
| RX-77-2        | ガンキャノン                                                  | |
| RX-77-2        | ガンキャノン（スプレーミサイルランチャー装備）                | |
| RX-77-3        | ガンキャノン重装型                                            | |
| RX-77AQ        | ガンキャノン・アクア                                          | 地上専用                                                                                              |
| RX-77D         | 量産型ガンキャノン                                            | |
| RX-75          | ガンタンク                                                    | |
| RX-75          | 量産型ガンタンク                                              | 地上専用                                                                                              |
| RMV-1          | ガンタンクII                                                  | 地上専用                                                                                              |
| RTX-440        | 陸戦強襲型ガンタンク                                          | 地上専用                                                                                              |
| RGM-79SP       | デザート・ジム                                                | 地上専用                                                                                              |
| RRf-06         | ザニー (地上仕様)                                             | 地上戦用 『機動戦士ガンダム バトルオペレーション Code Fairy』スタンダード、デラックスエディション特典 |
| RGC-80         | ジム・キャノン                                                | |
| RGC-80S        | ジム・キャノン（空間突撃仕様）                                | |
| RGC-83         | ジム・キャノンII                                              | |
| RGM-79[G]      | ジム・スナイパー                                              | 地上専用                                                                                              |
| RGM-79SC       | ジム・スナイパーカスタム                                      | |
| RGM-79SC       | ジム・スナイパーカスタム （ミサイル・ランチャー装備）         | |
| RGM-79SP       | ジム・スナイパーII                                            | |
| RGM-79SR       | ジム・スナイパーIII [中距離支援ユニット]                      | |
| RGM-79C[G]     | ジム改陸戦型 (シャドウズ仕様)                                 | |
| MS-05B         | ザクI指揮官仕様                                               | |
| MS-05L         | ザクI・スナイパータイプ                                       | |
| MS-06L         | ザクII [狙撃型]（ヘレナ・ヘーゲル機）                         | 地上専用 『機動戦士ガンダム バトルオペレーション Code Fairy』セーブデータ連動専用                     |
| MS-06J         | ザクⅡ（重装備仕様）                                           | 地上専用                                                                                              |
| MS-06JK        | ザクハーフキャノン                                            | 地上専用                                                                                              |
| MS-06D         | ザク・デザートタイプ （ダブルアンテナ仕様）                   | 地上専用                                                                                              |
| MS-06K         | ザクキャノン                                                  | 地上専用                                                                                              |
| MS-06K         | ザクキャノン[ラビットタイプ]                                  | 地上専用                                                                                              |
| MS-06V         | ザク・タンク［砲撃仕様］                                      | 地上専用                                                                                              |
| MS-06Z         | ビショップ                                                    | 宇宙専用                                                                                              |
| MS-09          | ドム[重装備仕様]                                              | 地上専用                                                                                              |
| MS-09K-1       | ドム・キャノン単砲仕様                                        | 地上専用                                                                                              |
| MS-09K-2       | ドム・キャノン複砲仕様                                        | 地上専用                                                                                              |
| MS-09F/Br      | ドム・バラッジ                                                | |
| MS-09[NF]      | ドム・ノーミーデス                                            | 地上専用                                                                                              |
| MS-12          | ギガン                                                        | |
| MS-12          | ギガン [空間戦仕様]                                           | 宇宙専用                                                                                              |
| MS-14JG        | ゲルググJ                                                     | |
| MS-14C         | ゲルググキャノン                                              | |
| MS-14C-1A      | ゲルググキャノン（ジャコビアス・ノード機）                    | |
| MS-14J/BR      | ゲルググ・ウェルテクス・クサントス                            | |
| MS-14G         | 陸戦型ゲルググ                                                | 地上専用                                                                                              |
| YMS-16M        | ザメル                                                        | 地上専用                                                                                              |
| MSM-04         | アッガイ索敵型［TB］                                          | 地上専用                                                                                              |
| MSM-04G        | ジュアッグ                                                    | 地上専用                                                                                              |
| MSM-10         | ゾック                                                        | 地上専用                                                                                              |
| YMT-05         | ヒルドルブ                                                    | 地上専用                                                                                              |
| RX-78GP00      | ガンダム試作0号機                                             | |
| MS-21C         | ドラッツェ改 [重装備型]                                       | 宇宙専用                                                                                              |
| RX-121-2A      | アドバンスト・ヘイズル                                        | |
| RX-124         | ウーンドウォート                                              | |
| LRX-077        | シスクード                                                    | |
| RX-178+FXA-05D | スーパーガンダム                                              | |
| FA-007GIII     | FAガンダムMk-III                                              | |
| FA-100S        | フルアーマー百式改                                            | |
| MSK-100S       | 陸戦用百式改                                                  | 地上専用                                                                                              |
| MSN-001        | デルタガンダム                                                | |
| MSZ-000        | 零式弐型（アムロ機）                                          | 地上専用                                                                                              |
| MSZ-006        | Ζガンダム（ハイパー・メガ・ランチャー装備）                   | |
| MSZ-006-3B     | Ζガンダム3号機B型                                             | |
| FA-010S        | フルアーマーΖΖガンダム                                        | |
| MSA-005K       | ガンキャノン・ディテクター                                    | 地上専用                                                                                              |
| MSA-005S       | メタス改                                                      | |
| MSA-003K       | ネモ・カノン                                                  | |
| MSA-004K       | ネモIII                                                       | |
| MSK-008S/A     | ディジェ・アサルトパッケージ                                  | 地上戦用                                                                                              |
| ORX-00Z        | エンゲージゼロ [インコム装備型]                               | |
| RMS-117        | 高機動型ガルバルディβ                                         | |
| PMX-001        | パラス・アテネ                                                | |
| RMS-106C       | ハイザック・キャノン [増加装甲]                               | |
| RMS-106CS      | ハイザック・カスタム                                          | |
| RMS-119        | アイザック                                                    | |
| AMX-102        | ズサ                                                          | |
| AMX-103        | ハンマ・ハンマ                                                | |
| AMX-104L       | アルス・ジャジャ                                              | |
| RMS-192M       | ザク・マリナー                                                | 地上専用                                                                                              |
| RMS-099B       | シュツルム・ディアス                                          | |
| AMX-007        | ガザE                                                         | |
| AMX-008B       | ガ・ゾウム（ガンナータイプ）                                  | |
| AMX-004G       | 量産型キュベレイ                                              | |
| AMA-01X        | ジャムル・フィン                                              | |
| AMX-015        | ゲーマルク                                                    | |
| FA-0016&G      | フルアーマー・オーヴェロン                                    | |
| MS-11RS        | ザク・マシーナリー（エルナルド・バト機）                      | |
| MSK-008R       | リック・ディジェ                                              | |
| AMX-015-4S     | ダグ・ドール                                                  | |
| MSZ-006C1      | ZプラスC1型                                                   | |
| FA-010A        | FAZZ                                                          | |
| MSA-007E       | EWACネロ                                                      | |
| RMS-141        | ゼク・アイン [第2種兵装]                                      | |
| RGZ-91X        | リガズィード                                                  | |
| RGM-86RF・FA   | ジムIIIパワードFA〈ブルドック〉                               | |
| RGC-90XC       | ジェダキャノン〈ジェダブル〉                                  | |
| AMX-116        | ザクIV                                                        | |
| MRX-013-3      | G-ドアーズ                                                    | |
| FA-93HWS       | νガンダム HWS装備型                                           | |
| RX-94          | 量産型νガンダム［フィン・ファンネル装備］                     | |
| RGM-89S        | プロト・スタークジェガン                                      | |
| MSN-04FF       | サザビー                                                      | |
| MSN-03         | ヤクト・ドーガ（クェス機）                                    | |
| D-50C          | ロト                                                          | 地上のみ変形可能                                                                                      |
| AMS-119        | ギラ・ドーガ［重装型仕様］                                    | |
| NZ-666         | クシャトリヤ                                                  | |
| AMS-129        | ギラ・ズール（アンジェロ機）                                  | |
| YAMS-132       | ローゼン・ズール                                              | |
| AMX-101K       | ガルスK                                                       | |
|                | ジム・シューター                                              | |
| RGZ-95C        | リゼルC型（ディフェンサーbユニット / ゼネラル・レビル配備機） | |
| RIX-003        | キャノンガン                                                  | |
| RX-160S-2      | バイアラン・カスタム2号機                                     | |
| RGM-96X        | ジェスタ・キャノン                                            | |
| RGM-96Xs       | ジェスタ [シェザール隊仕様B]                                  | |
| ARX-014S       | シルヴァ・バレト・サプレッサー                                | |
| F90S           | F90［Sタイプ］                                                | |

### ステージオブジェクト機体
一部の対戦ステージの拠点や中継地点近くに配置されており、搭乗して運用することが可能。
- RB-79 ボール
- MP-02A オッゴ
- 61式戦車
- マゼラ・アタック
- ワッパ
- スキウレ

### バトルシミュレーターボス
バトルシミュレーターのみ登場。
- MRX-009 サイコ・ガンダム
- MRX-010 サイコ・ガンダムMk-II
- NZ-000 クィン・マンサ
- NZ-000 クィン・マンサ（アンネローゼ機）
- NZ-333 α・アジール
- AMA-X7 シャンブロ
- MAN-08 エルメス
- MA-08 ビグ・ザム